# Live in the Real World
Live in the Real World to pierwszy album koncertowy zespołu Stream of Passion, wydany zarówno na CD jak i DVD. Na albumie można usłyszeć kompozycje z debiutanckiego albumu zespołu Embrace the Storm oraz utwory innych projektów muzycznych Arjena Lucassena, założyciela Stream of Passion: Ayreon, Ambeon i Star One.

## Lista utworów

### CD 1
1. Intro - 1:28
2. Spellbound - 4:17
3. Passion - 5:40
4. Waracle - 6:16
5. Wherever You Are - 5:33
6. Computer Eyes - 6:18
7. Calliopeia - 5:21
8. Valley of the Queens - 4:18
9. Haunted - 4:58
10. The Charm of the Seer - 3:11
11. Deceiver/Songs of the Ocean - 6:11

### CD 2
1. Day One: Vigil - 2:02
2. Day Three: Pain - 5:57
3. Nostalgia - 3:44
4. Out in the Real World - 6:31
5. The Castle Hall - 6:28
6. Into the Black Hole/Cold Metal - 8:32
7. When the Levee Breaks - 6:07
8. Day Eleven: Love - 6:18

### Bonusowe materiały na DVD
- Za kulisami
- Galeria zdjęć
- Teledysk: Out in the Real World
- Making of the Video Clip (Out in the Real World)
- Dziennik koncertów

## Twórcy
- Marcela Bovio - główny wokal, skrzypce
- Arjen Anthony Lucassen - gitara, wokal wspierający
- Lori Linstruth  - gitara
- Johan van Stratum - gitara basowa
- Alejandro Millán  - pianino, keyboard, wokal wspierający
- Davy Mickers - perkusja

### Gościnnie
- Diana Bovio - wokal wspierający
- Damian Wilson - wokal